# Toxorhynchites viridibasis
Toxorhynchites viridibasis är en tvåvingeart som först beskrevs av Edwards 1935.  Toxorhynchites viridibasis ingår i släktet Toxorhynchites och familjen stickmyggor. Inga underarter finns listade i Catalogue of Life.